# Curití
Curití est une ville colombienne du département de Santander.